# 19457 Robcastillo
19457 Robcastillo este un asteroid din centura principală de asteroizi.

## Descriere
19457 Robcastillo este un asteroid din centura principală de asteroizi. A fost descoperit pe 21 aprilie 1998 la Caussols, în cadrul proiectului ODAS. Asteroidul prezintă o orbită caracterizată de o semiaxă mare de 3,22 ua, o excentricitate de 0,11 și o înclinație de 7,8° în raport cu ecliptica.